# Amelie Fleetwood
Amelie Fleetwood Andersson, född 19 juni 1959, är en svensk operasångare (sopran).
Fleetwood studerade vid Musikhögskolan och Operahögskolan i Stockholm. Efter studierna har hon frilansat bland annat vid Kungliga Operan, Folkoperan, Operan i Stuttgart och gjort konserter med många orkestrar i Sverige. Hon har bland annat gjort huvudrollen Regine i Björn Wilho Hallbergs Majdagar 1989 (uruppförande), Micaëla i Carmen och Backanterna vid Operan i Stockholm samt Antonia i Hoffmanns äventyr, Rosalinda i Läderlappen och Elisabeth i Don Carlo på Folkoperan.
Fleetwood är dottersons sondotter till skalden Gunnar Wennerberg. Båda har bott på Odensviholm.

## Utmärkelser och stipendier
- 1983 – Jenny Lind-stipendiet[1]

## Filmografi (urval)
- 1993 – Backanterna (tv-teater)